# باشگاه فوتسال استقلال تهران
باشگاه فوتسال استقلال یکی از باشگاه‌های فعال فوتسال در کشور ایران بود. این تیم سابقه حضور در دسته برتر سری مسابقات لیگ فوتسال که بالاترین سطح فوتسال در ایران می‌باشد، را دارا است.
استقلال که سابقه قهرمانی در لیگ برتر فوتسال در سال های ۱۳۸۰ و ۱۳۷۹ را دارد در سالهای پیش با حضور ستاره‌هایی چون حیدریان، داداشی، برادران شمسایی، ناصری و … در لیگ فوتسال ایران تیمداری می‌کرد.
استقلال  سابقه دو قهرمانی و دو نایب در لیگ برتر فوتسال را دارد 
در سالهای پیش با حضور ستاره‌هایی چون امیر فراشی، احمد باغبانباشی، مجید تیکدری‌نژاد، محمدرضا حیدریان، سیامک داداشی، حمید شاندیزی‌مقدم، امیر شمسایی، وحید شمسایی، بابک معصومی، رضا ناصری، محمد هاشم‌زاده در لیگ ایران تیمداری می‌کرد. وحید شمسایی آقای گل پیشین فوتسال جهان از این تیم به سری آ فوتسال ایتالیا ترانسفر و در لاتزیو بازی کرد.
فوتسال استقلال در زمان مسئولیت عباس ترابیان در کمیته فوتسال به دلیل عدم ارائه لیست به موقع بازیکنان از لیگ حذف تا این تیم پر طرفدار برای همیشه از فوتسال کناره‌گیری کند.